# Marie Frankenstein
Marie Frankenstein, Taufname Maria Margaretha Catharina Tracht, später Marie M. C. Coombs (* 20. November 1822 in Biebesheim am Rhein, Großherzogtum Hessen; † 28. Februar 1900 in Cincinnati, Ohio), war eine deutschamerikanische Landschafts- und Blumenmalerin, Bildhauerin und Lehrerin.

## Leben
Marie Frankenstein war das dritte Kind und die älteste Tochter des lutherischen Kantors, Privatlehrers und späteren Möbelschreiners Johannes Tracht (auch Drach, 1789–1842) und dessen Ehefrau Anna Katharina, geborene Vollhard (auch Vollhart, 1792–1871). Marie hatte eine Schwester und vier Brüder: den Porträt-, Genre- und Landschaftsmaler John Frankenstein, den Landschaftsmaler Godfrey Frankenstein, den Landschafts- und Porträtmaler sowie Journalisten George Frankenstein, Gustavus Frankenstein, der als Landschaftsmaler und Mathematiker hervortrat, und schließlich Eliza Frankenstein, die ebenfalls als Landschaftsmalerin wirkte.
In der deutschen Heimat hatte der Vater in der Zeit der Demagogenverfolgung seine Stelle als Kantor und seine Zulassung als Privatlehrer verloren, nachdem bekannt geworden war, dass er mit dem in die Schweiz emigrierten Burschenschafter Adolf Ludwig Follen korrespondiert hatte. So der Existenzgrundlage beraubt, entschloss sich der Vater, mit seiner Familie in die Vereinigten Staaten auszuwandern. Die Familie kam 1831/1832 nach Cincinnati, Ohio, wo sie wegen der schlecht klingenden englischen Aussprache ihres Familiennamens Tracht (Drach) ihn in Frankenstein änderte, möglicherweise nach der Burg Frankenstein bei Darmstadt, in deren Nähe der Vater geboren worden war. Auch die Namen der Kinder wurden anglisiert.
Marie Frankenstein wuchs in Cincinnati auf und arbeitete dort bis zum Sommer 1843 zunächst als Lehrerin an einer öffentlichen Schule. Im Mai 1849 heiratete sie den Hutmacher Alfred D. Coombs. Die Ehe zerbrach bald. Dann zog sie nach Springfield, Ohio, wo ihre verwitwete Mutter und ihr Bruder Godfrey 1849 für die Familie ein Haus gekauft hatten. Im folgenden Jahrzehnt scheint sie immer wieder in Cincinnati gewirkt zu haben. So war sie als Marie M. C. Coombs 1852 auf einer Ausstellung des Ohio Mechanics’ Institute mit einer Bleistiftzeichnung, in der sie ein Gemälde ihres Bruders Godfrey kopiert hatte, sowie mit „schick gearbeiteten Schwanenfedern“ vertreten. 1860 lebte sie als Maria Frankenstein im Vorort Walnut Hills und unterrichtete Deutsch. Spätestens 1873 wohnte sie mit Eliza und Gustavus wieder in Springfield, wo sie Zeichenunterricht gab und exotische Pflanzen züchtete, ehe sie mit beiden Geschwistern 1893 nach Cincinnati zurückkehrte. Dort starb sie im Alter von 77 Jahren. Sie ist auf der Spring Grove Cemetery bestattet.